# VR-Bank Rhein-Erft
Die VR-Bank Rhein-Erft eG war eine deutsche Genossenschaftsbank in der Rechtsform einer eingetragenen Genossenschaft und hatte ihren Hauptsitz in Brühl. Im Oktober 2019 fusionierte die VR-Bank Rhein-Erft eG mit der Raiffeisenbank Frechen-Hürth eG zur Volksbank Rhein-Erft-Köln eG.

## Geschäftsgebiet
Das Geschäftsgebiet der Genossenschaftsbank umfasste den südlichen Rhein-Erft-Kreis mit den Städten Brühl, Erftstadt und Wesseling sowie weitere Standorte in den Gemeinden Weilerswist, Swisttal, Bornheim und in Köln-Meschenich.

## Geschichte
Die VR-Bank Rhein-Erft eG existierte mit ihren Vorgänger-Instituten bereits seit dem 19. Jahrhundert und bestand aus 21 ehemalig eigenständigen Spar- und Darlehenskassen-Vereinen und Banken, die im Zeitraum von 1880 bis 1953 gegründet wurden. Im Zuge von Fusionen, die letzte im Jahr 2003, entstand die VR-Bank Rhein-Erft eG.

## Unternehmensstruktur
Die VR-Bank Rhein-Erft eG war eine Genossenschaftsbank, die ihren Mitgliedern gehörte. Ihre Rechtsgrundlagen waren das Genossenschaftsgesetz, das Kreditwesengesetz und die durch die Vertreterversammlung erlassene Satzung. Die Bank war Teil der Genossenschaftlichen FinanzGruppe Volksbanken Raiffeisenbanken. Ihre Finanzpartner waren z. B. die Bausparkasse Schwäbisch Hall, die R+V Versicherung, Union Investment, EasyCredit, die DZ-Bank, VR Smart Finanz und die DZ Hyp.